# 劉昭 (景泰進士)
劉昭（1425年—1490年），字克明，陝西承宣布政使司西安府邠州（今陝西省咸陽市彬縣）人，明朝政治人物，官至工部、戶部尚書。

## 生平
陝西鄉試第五名。景泰二年（1451年），登进士，授兵科給事中。天順元年（1457年），升通政司右參議。天順五年（1461年），父丧丁忧，后夺情继续担任。天順七年，升任通政司左通政。成化九年（1473年），升工部右侍郎。成化十五年，升工部尚書。成化二十年，加太子少保。成化二十三年，改戶部尚書，后被奪太子少保，致仕，弘治三年（1490年）卒。

## 家族
曾祖父劉讓、祖父劉文貴、父亲劉琮。